# 정수영 (강사)
정수영은 엠베스트의 국어 강사이다. 예전에 수박씨닷컴에서 강의를 하다가 넘어왔으며, 수강생들에게 주로 깡쌤이라고 불린다.

## 강좌&교재

### 깡만세
깡.쌤의 수행평가 만.점 세.상
총16화로 문학의 재구성을 근간으로 다양한 수행평가의 팁과 방향성을 재미지게 제안하고 있다. 엠베스트 전용 탭에서 만날 수 있고 후기 영상은 깡쌤의 유튜브 정수영의 깡tv에서 볼 수 있다. 유튜버 효르와의 컬래버가 인상적이고 조교황씨오빠의 다양한 재능과 각본 실력도 돋보인다.

### 단기특강-방학특강
-예비중1: 단감 중학 국어 , 중1-2: 어서오개 시즌1
-중2, 중3 : 깡쌤의 국어 맛집

### 내신심화특강

#### 문법
- 주문해 : 깡쌤과 '주'요 '문'법 '해'결하기
- 음파음파 : 자'음'으로 '파'헤치고 모'음'으로 '파'고드는 문법 기초

#### 현대문학
- 깡시소 1 & 2 : '깡'쌤이 내게 준 '시'의 '소'중함
- 시시콜콜 (현대시) : '시'인을 '시'로 불러! '콜'미 '콜'미
- 깡소몰이 : '깡'쌤이 들려주는 '소'설의 '몰'랐던 '이'야기

#### 고전문학
- 깡시그널 (시조) : '깡'쌤이 '시'조 '그'네에 '널' 태우고 싶대!
- 깡불고기 (고전시가) : '깡'쌤과 '불'끈! 힘이 솟는 '고'전 시가의 '기'적
- 깡고산지대 (고전산문) : '깡'쌤의 '고'전 '산'문 '지'식 '대'방출

### 고등국어
- 깡고등어 : 대입까지 단단한 '깡'쌤의 '고등' 국 '어'

### 통합강좌
- 깡전갈 (갈래학습) : '깡'쌤이 알려주는 '전'지전능한 '갈'래 학습
- 깡하10 Show (중등총정리) : '깡'쌤과 '하'루 '10'분 즐기는 국어 '쇼'쇼쇼!
- 나.전.칠.기 part 1 & 2 : '나'의 국어사'전' 하루 '7' 단어의 '기'적
- 주꼬싶어

주.저리주저리 꼬.리에 꼬리를 무는 국어를 알고 싶.어?
- 비문학
- 깡독해도캐 : '깡'쌤과 '독해 도'전해서 만점 '캐'내기

- 이외에도 다양한 강좌와 교재들이 있다.